# Provisioneringsplatform
En provisioneringsplatform er en metode, hvorpå man kan indsamle data fra mange ustrukturerede datakilder, strukturere data i en fælles database og distribuere data til mange datakilder. Samtidig er en provisioneringsplatform en åben samarbejdsplatform mellem en virksomheds mange databasesystemer f.eks for at opnå fælles identity management for alle systemer.